# André Jacquemin (évêque)
Pour les articles homonymes, voir André Jacquemin (homonymie).
André Jacquemin, né le 24 janvier 1902 à Verdun (Meuse) et mort le 20 décembre 1975 à Hermival-les-Vaux (Calvados), est un prélat français, évêque de Bayeux et de Lisieux de 1954 à 1969.

## Biographie
Originaire de Verdun, André Jacques Marie Jacquemin est ordonné prêtre le 3 avril 1926. Après 25 ans de ministère sacerdotal dans le diocèse de Soissons, de 1926 à 1951, il est nommé, en décembre 1951, évêque coadjuteur de Bayeux et Lisieux, avec le titre d'évêque titulaire de Cartennae et reçoit la consécration épiscopale le 25 mars 1952.
Après la mort de François-Marie Picaud, il devient évêque de Bayeux et Lisieux le 29 octobre 1954. Après 15 ans à la tête du diocèse, il démissionne le 10 décembre 1969 et devient évêque émérite de Bayeux et Lisieux, avec la titulature d'Elvas. Il meurt le 20 décembre 1975 à Hermival-les-Vaux.